# Ephemeroporus archboldi
Ephemeroporus archboldi är en kräftdjursart som beskrevs av Frey 1982. Ephemeroporus archboldi ingår i släktet Ephemeroporus och familjen Chydoridae. Inga underarter finns listade i Catalogue of Life.